# Labastide-de-Lévis
Pour les articles homonymes, voir Labastide.
Labastide-de-Lévis, connu sous la Révolution sous le nom de La Bastide-du-Tarn, est une commune française située dans le département du Tarn en région Occitanie. Sur le plan historique et culturel, la commune est dans le Gaillacois, un pays qui doit sa notoriété à la qualité de ses vins.
Exposée à un climat océanique altéré, elle est drainée par le Tarn, le Luzert, le Ruisseau de Vieulac et par divers autres petits cours d'eau. La commune possède un patrimoine naturel remarquable composé de deux zones naturelles d'intérêt écologique, faunistique et floristique.
Labastide-de-Lévis est une commune rurale qui compte 963 habitants en 2022. Elle est dans l'agglomération de Marssac-sur-Tarn et fait partie de l'aire d'attraction d'Albi. Ses habitants sont appelés les Bastidois ou  Bastidoises.

## Géographie
La commune de l'aire urbaine d'Albi est située dans la vallée du Tarn, entre Gaillac et Albi en Albigeois.

### Communes limitrophes
Labastide-de-Lévis est limitrophe de sept autres communes.
Les communes limitrophes sont  Bernac, Castelnau-de-Lévis, Fayssac, Lagrave, Marssac-sur-Tarn, Rivières et Senouillac.
|            | Fayssac            | Bernac             |
| Senouillac | Labastide-de-Lévis | Castelnau-de-Lévis |
| Rivières   | Lagrave            | Marssac-sur-Tarn   |

### Géologie et relief
La superficie de la commune est de 1 429 hectares ; son altitude varie de 135  à   220 mètres.

### Voies de communication et transports
La desserte de la commune est assurée par deux lignes régulières du réseau régional liO : la ligne 702 la relie à Albi et à Saint-Sulpice-la-Pointe ; la ligne 721 la relie à Albi et à Montauban.
La gare de Labastide-de-Lévis, sur la ligne Tessonnières - Albi, est située sur la commune. Elle est fermée et non desservie.

### Hydrographie
La commune est dans le bassin de la Garonne, au sein du bassin hydrographique Adour-Garonne. Elle est drainée par le Tarn, le Luzert, le ruisseau de Vieulac et par divers petits cours d'eau, qui constituent un réseau hydrographique de 15 km de longueur totale,.
Le Tarn, d'une longueur totale de 380 km, prend sa source sur le mont Lozère, dans le nord de la commune du Pont de Montvert - Sud Mont Lozère en Lozère, et se jette dans la Garonne à Saint-Nicolas-de-la-Grave, en Tarn-et-Garonne.
Le Luzert, d'une longueur totale de 12,7 km, prend sa source dans la commune de Sainte-Croix et s'écoule du nord-est au sud-ouest. Il traverse la commune et se jette dans le Tarn à Lagrave, après avoir traversé 7 communes.

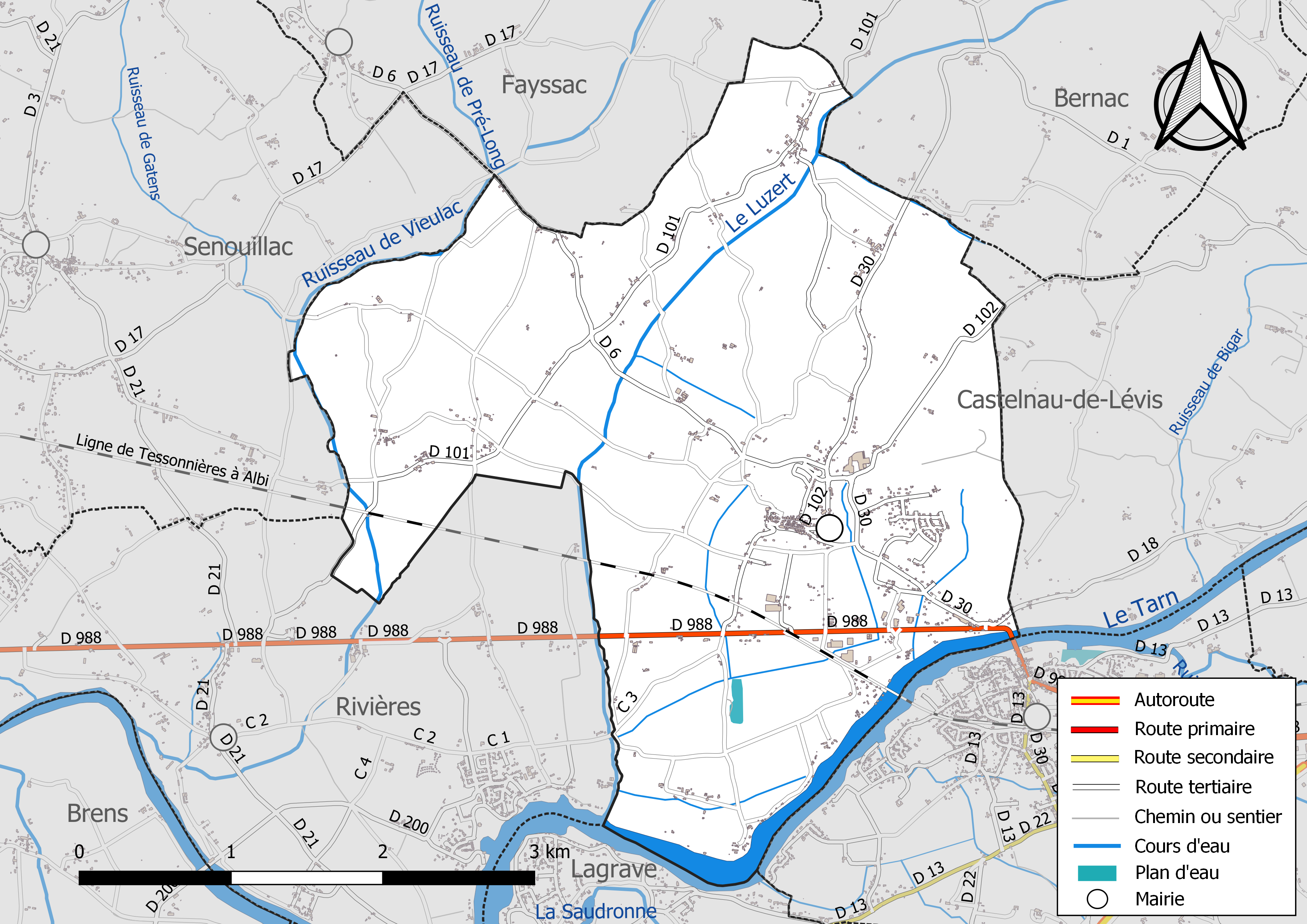
Réseaux hydrographique et routier de Labastide-de-Lévis.

Le ruisseau de Vieulac, d'une longueur totale de 12,8 km, prend sa source dans la commune de Castanet et s'écoule du nord-est au sud-ouest. Il traverse la commune et se jette dans le Tarn à Brens, après avoir traversé 7 communes.

### Climat
Pour des articles plus généraux, voir Climat de l'Occitanie et Climat du Tarn.
En 2010, le climat de la commune est de type climat du Bassin du Sud-Ouest, selon une étude du Centre national de la recherche scientifique s'appuyant sur une série de données couvrant la période 1971-2000. En 2020, Météo-France publie une typologie des climats de la France métropolitaine dans laquelle la commune est exposée à un climat océanique altéré et est dans la région climatique Aquitaine, Gascogne, caractérisée par une pluviométrie abondante au printemps, modérée en automne, un faible ensoleillement au printemps, un été chaud (19,5 °C), des vents faibles, des brouillards fréquents en automne et en hiver et des orages fréquents en été (15 à 20 jours).
Pour la période 1971-2000, la température annuelle moyenne est de 13,1 °C, avec une amplitude thermique annuelle de 16,1 °C. Le cumul annuel moyen de précipitations est de 831 mm, avec 10 jours de précipitations en janvier et 5,5 jours en juillet. Pour la période 1991-2020, la température moyenne annuelle observée sur la station météorologique de Météo-France la plus proche, « Albi », sur la commune du Sequestre à 7 km à vol d'oiseau, est de 13,8 °C et le cumul annuel moyen de précipitations est de 733,9 mm. 
La température maximale relevée sur cette station est de 42,3 °C, atteinte le 23 août 2023 ; la température minimale est de −20,4 °C, atteinte le 16 janvier 1985,,.
Les paramètres climatiques de la commune ont été estimés pour le milieu du siècle (2041-2070) selon différents scénarios d'émission de gaz à effet de serre à partir des nouvelles projections climatiques de référence DRIAS-2020. Ils sont consultables sur un site dédié publié par Météo-France en novembre 2022.

### Milieux naturels et biodiversité
L’inventaire des zones naturelles d'intérêt écologique, faunistique et floristique (ZNIEFF) a pour objectif de réaliser une couverture des zones les plus intéressantes sur le plan écologique, essentiellement dans la perspective d’améliorer la connaissance du patrimoine naturel national et de fournir aux différents décideurs un outil d’aide à la prise en compte de l’environnement dans l’aménagement du territoire.
Une ZNIEFF de type 1 est recensée sur la commune :
les « bords du Tarn à l'embouchure de la Saudronne » (75 ha), couvrant 3 communes du département et une ZNIEFF de type 2, : 
la « basse vallée du Tarn » (3 623 ha), couvrant 49 communes dont huit dans la Haute-Garonne, 20 dans le Tarn et 21 dans le Tarn-et-Garonne.

Carte des ZNIEFF de type 1 et 2 à Labastide-de-Lévis.
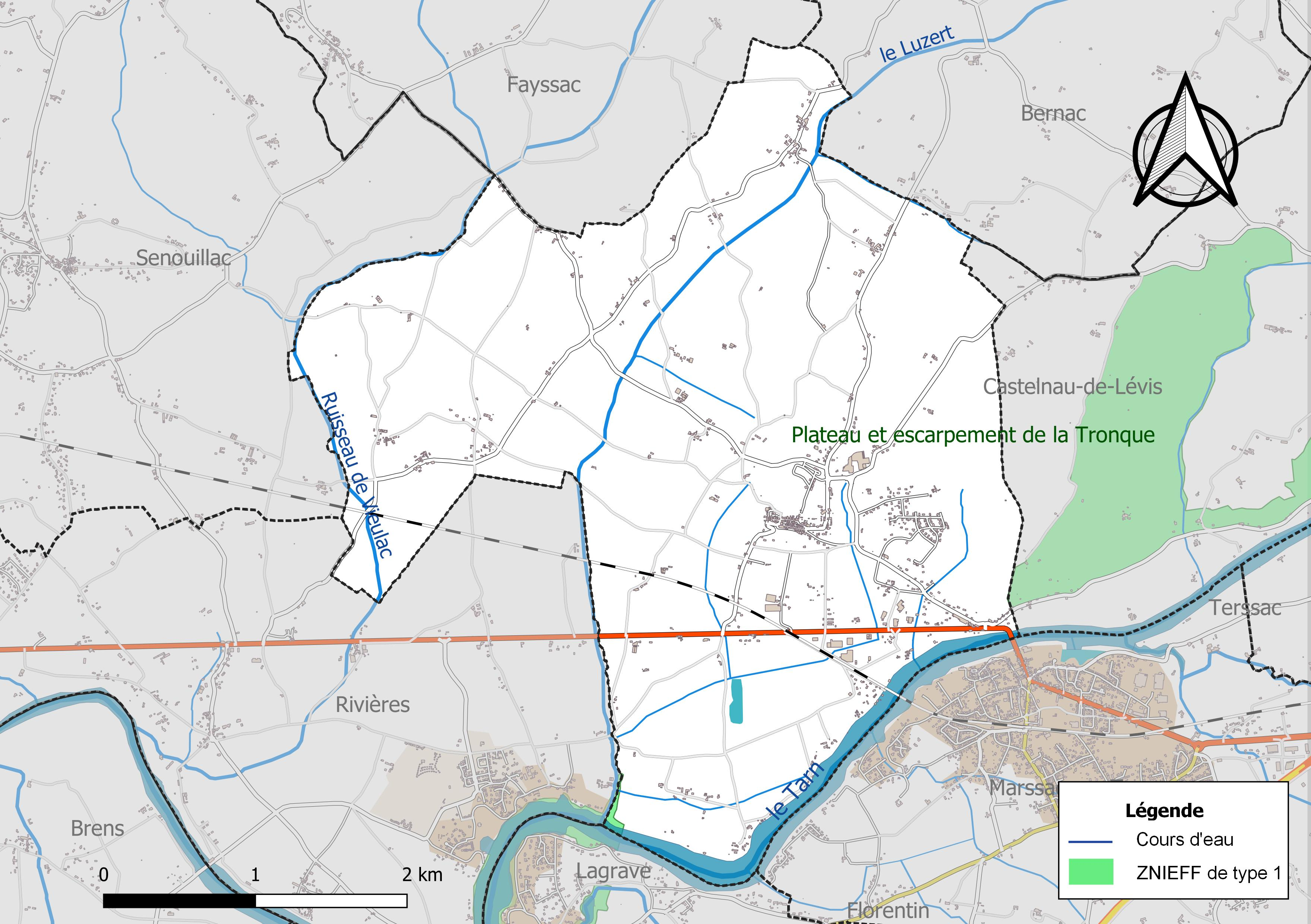
Carte de la ZNIEFF de type 1 sur la commune.
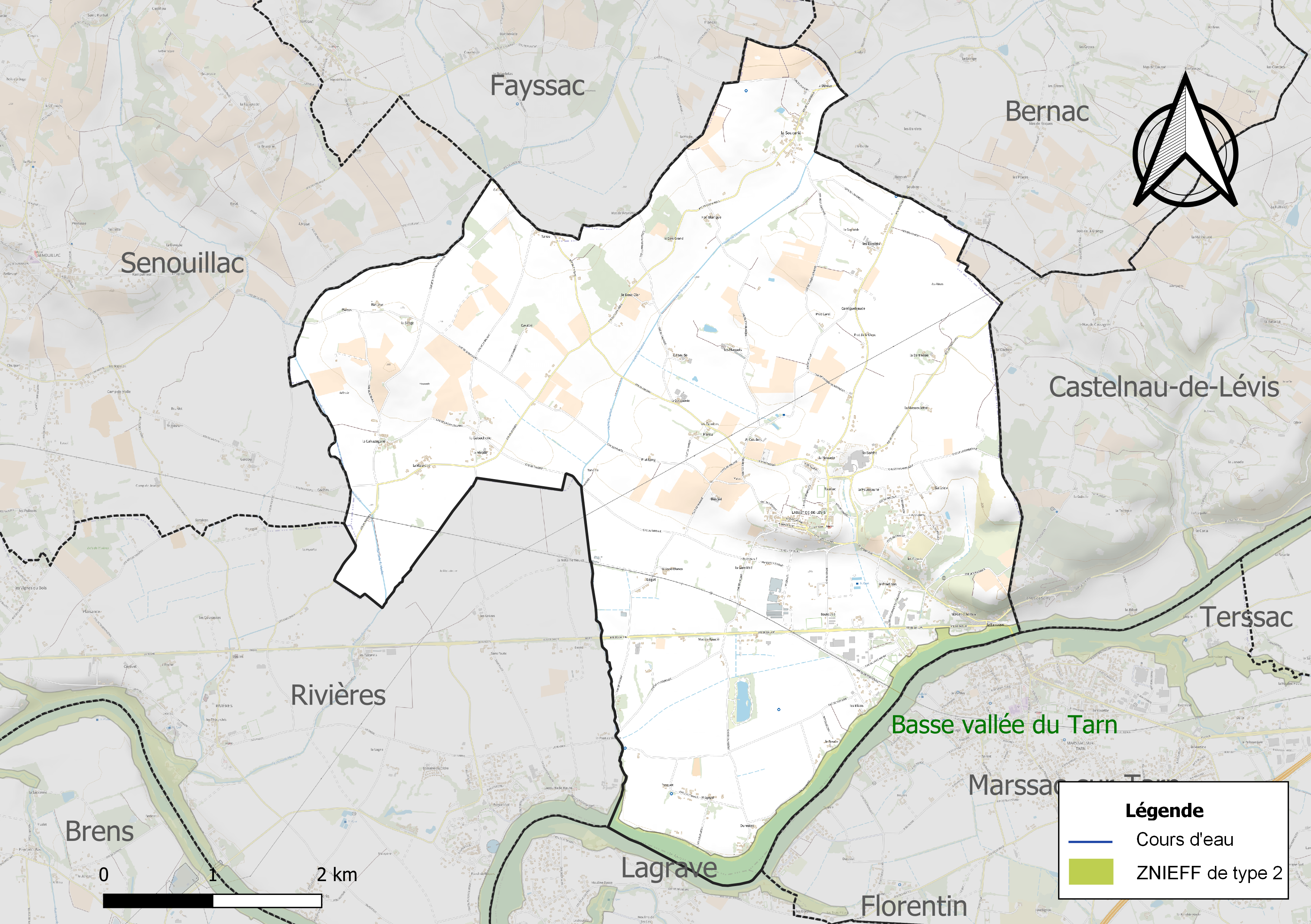
Carte de la ZNIEFF de type 2 sur la commune.

## Urbanisme

### Typologie
Au 1er janvier 2024, Labastide-de-Lévis est catégorisée bourg rural, selon la nouvelle grille communale de densité à sept niveaux définie par l'Insee en 2022.
Elle appartient à l'unité urbaine de Marssac-sur-Tarn, une agglomération intra-départementale regroupant quatre  communes, dont elle est une commune de la banlieue,,. Par ailleurs la commune fait partie de l'aire d'attraction d'Albi, dont elle est une commune de la couronne,. Cette aire, qui regroupe 91 communes, est catégorisée dans les aires de 50 000 à moins de 200 000 habitants,.

### Occupation des sols
L'occupation des sols de la commune, telle qu'elle ressort de la base de données européenne d’occupation biophysique des sols Corine Land Cover (CLC), est marquée par l'importance des territoires agricoles (90,3 % en 2018), en diminution par rapport à 1990 (95,7 %). La répartition détaillée en 2018 est la suivante : 
terres arables (63,9 %), cultures permanentes (14,8 %), zones agricoles hétérogènes (11,6 %), zones urbanisées (5,4 %), eaux continentales (2,1 %), forêts (1,3 %), milieux à végétation arbustive et/ou herbacée (0,9 %). L'évolution de l’occupation des sols de la commune et de ses infrastructures peut être observée sur les différentes représentations cartographiques du territoire : la carte de Cassini (XVIIIe siècle), la carte d'état-major (1820-1866) et les cartes ou photos aériennes de l'IGN pour la période actuelle (1950 à aujourd'hui).

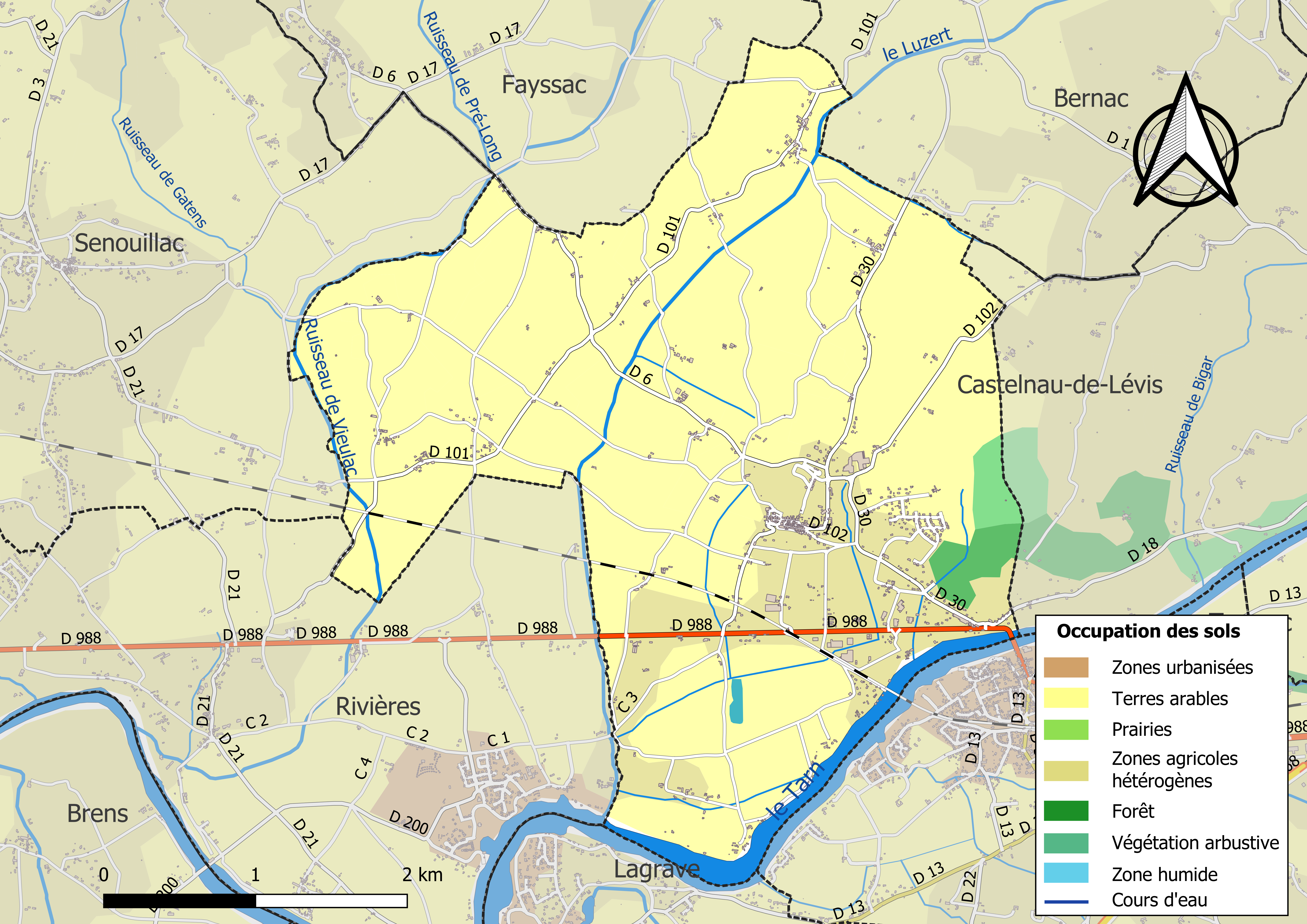
Carte des infrastructures et de l'occupation des sols de la commune en 2018 (CLC).

### Risques majeurs
Le territoire de la commune de Labastide-de-Lévis est vulnérable à différents aléas naturels : météorologiques (tempête, orage, neige, grand froid, canicule ou sécheresse), inondations, mouvements de terrains et séisme (sismicité très faible). Il est également exposé à un risque technologique,  le transport de matières dangereuses. Un site publié par le BRGM permet d'évaluer simplement et rapidement les risques d'un bien localisé soit par son adresse soit par le numéro de sa parcelle.

#### Risques naturels
Certaines parties du territoire communal sont susceptibles d’être affectées par le risque d’inondation par débordement de cours d'eau, notamment le Tarn, le Luzert et le ruisseau de Vieulac. La cartographie des zones inondables en ex-Midi-Pyrénées réalisée dans le cadre du XIe Contrat de plan État-région, visant à informer les citoyens et les décideurs sur le risque d’inondation, est accessible sur le site de la DREAL Occitanie. La commune a été reconnue en état de catastrophe naturelle au titre des dommages causés par les inondations et coulées de boue survenues en 1982, 1988, 1992, 1994, 1996 et 2003,.
Labastide-de-Lévis est exposée au risque de feu de forêt. En 2022, il n'existe pas de Plan de Prévention des Risques incendie de forêt (PPRif). Le débroussaillement aux abords des maisons constitue l’une des meilleures protections pour les particuliers contre le feu,.

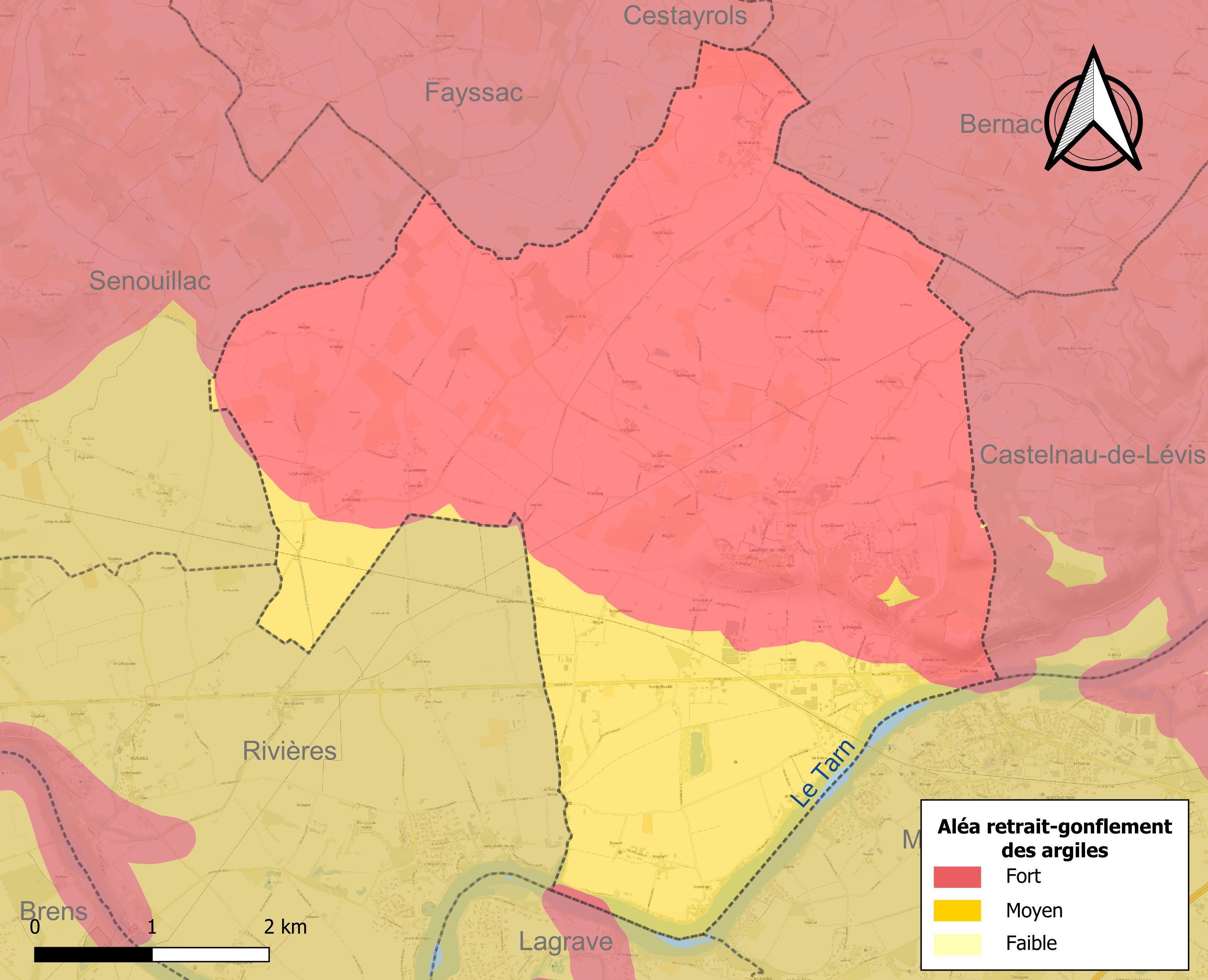
Carte des zones d'aléa retrait-gonflement des sols argileux de Labastide-de-Lévis.

La commune est vulnérable au risque de mouvements de terrains constitué principalement du retrait-gonflement des sols argileux. Cet aléa est susceptible d'engendrer des dommages importants aux bâtiments en cas d’alternance de périodes de sécheresse et de pluie. 99,9 % de la superficie communale est en aléa moyen ou fort (76,3 % au niveau départemental et 48,5 % au niveau national). Sur les 457 bâtiments dénombrés sur la commune en 2019, 457 sont en aléa moyen ou fort, soit 100 %, à comparer aux 90 % au niveau départemental et 54 % au niveau national. Une cartographie de l'exposition du territoire national au retrait gonflement des sols argileux est disponible sur le site du BRGM,.
Par ailleurs, afin de mieux appréhender le risque d’affaissement de terrain, l'inventaire national des cavités souterraines permet de localiser celles situées sur la commune.
Concernant les mouvements de terrains, la commune a été reconnue en état de catastrophe naturelle au titre des dommages causés par la sécheresse en 1989, 1992, 2003, 2011, 2016 et 2017, par des mouvements de terrain en 2015 et par des glissements de terrain en 1992.

#### Risques technologiques
Le risque de transport de matières dangereuses sur la commune est lié à sa traversée par des infrastructures routières ou ferroviaires importantes ou la présence d'une canalisation de transport d'hydrocarbures. Un accident se produisant sur de telles infrastructures est susceptible d’avoir des effets graves sur les biens, les personnes ou l'environnement, selon la nature du matériau transporté. Des dispositions d’urbanisme peuvent être préconisées en conséquence.

## Toponymie
L'étymologie de « Labastide » est transparente : la ville est une bastide. Ce nom désigne trois à cinq cents villes neuves, fondées principalement dans le Sud-ouest de la France entre 1222 et 1373, dont un certain nombre portent le nom de Bastide ou Labastide : ainsi, le Tarn en compte cinq.
Pour distinguer ces villes entre elles, il fallait ajouter un qualificatif ou un second nom. La commune dont il est ici question sera longtemps appelée Labastide-de-Montfort, ou Labastide-Montfort. La Révolution la rebaptise « Labastide du Tarn » puis « Labastide-de-Lévis » en mémoire de la famille éponyme qui eut la ville sous sa juridiction.

## Histoire

### Fondation de la bastide
La bastide est construite par Doat Alaman. Cette fondation date de l'époque de la croisade des albigeois puisque Guillaume de Puylaurens, dans sa chronique, relate qu'en 1223, Amaury VI de Montfort détruit la bastide de Donat Alaman. (« bastitam Deodati Alamanni »)
Sicard Alaman hérite de la bastide de son père et la cède à son dernier héritier, Sicard le jeune. Mort sans héritier, la bastide échoit à son oncle Bertrand, vicomte de Lautrec. La bastide finit par tomber dans l'escarcelle de la maison de Lévis.

### Héraldique
| Labastide-de-Lévis | Son blasonnement est : Écartelé : au premier d'azur au demi-vol d'or, au deuxième de gueules au lion couronné d'or, au troisième de gueules au lion d'argent, au quatrième d'or aux trois chevrons de sable. |

En haut à gauche se trouve le demi-vol de la maison Alaman. En haut à droite, le lion d'or est de la famille de Lautrec et celui d'en bas à gauche est celui de la maison de Montfort-l'Amaury. Le dernier quart est  aux armes de la maison de Lévis.

## Politique et administration

### Administration municipale

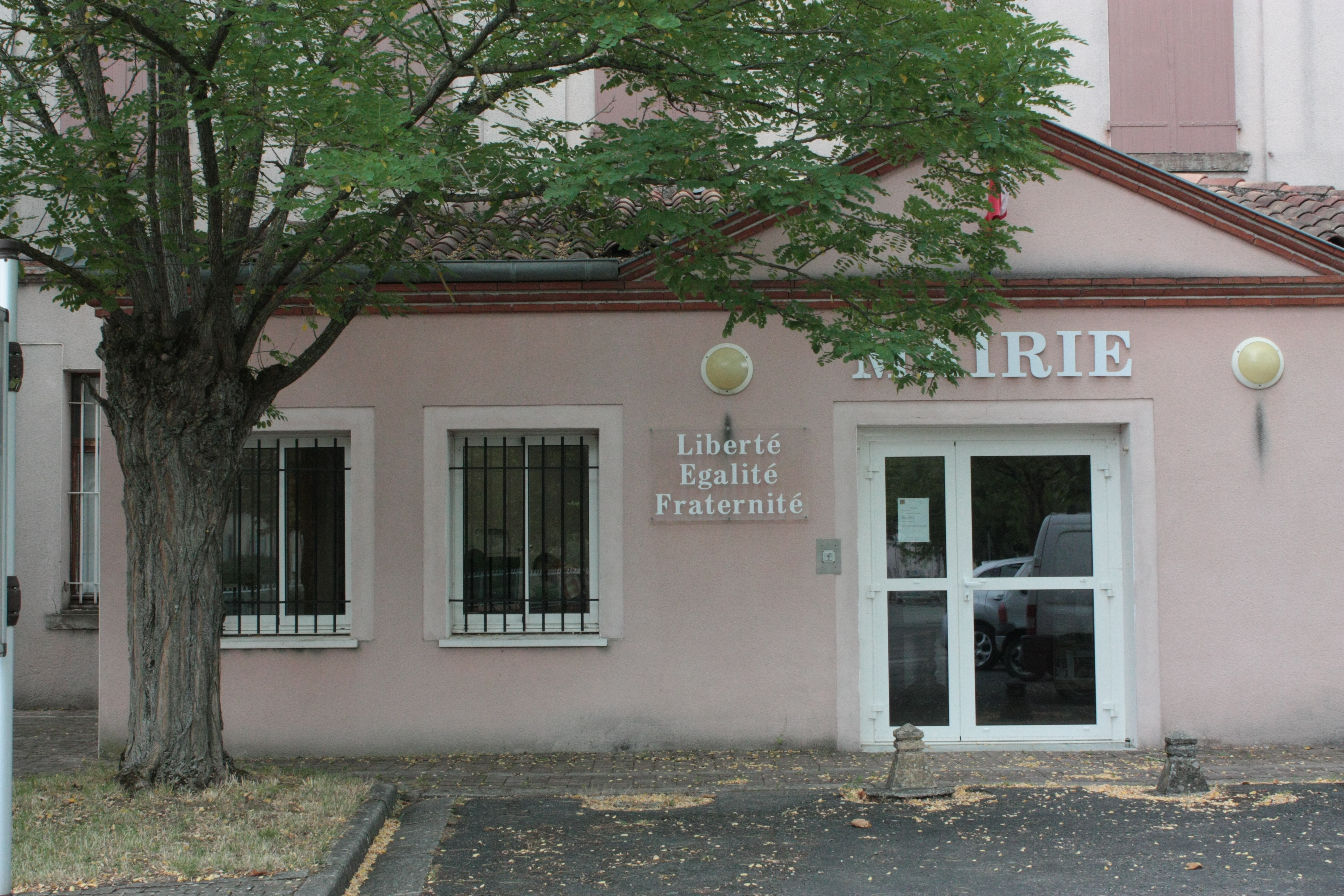
La Mairie.

| Période                                  | Période  | Identité          | Étiquette      | Qualité                  |
| ---------------------------------------- | -------- | ----------------- | -------------- | ------------------------ |
| mars 2001                                | en cours | François Vergnes. | sans étiquette | Professeur du secondaire |
| mars 1989                                | 2001     | Bernard Brune     | sans étiquette | Retraité de la marine    |
| Les données manquantes sont à compléter. |          |                   |                |                          |

### Intercommunalité
La commune fait partie de la communauté d'agglomération Gaillac-Graulhet.

## Population et société

### Démographie
| 1793 | 1800 | 1806  | 1821  | 1831  | 1836  | 1841  | 1846  | 1851  |
| ---- | ---- | ----- | ----- | ----- | ----- | ----- | ----- | ----- |
| 926  | 934  | 1 055 | 1 136 | 1 204 | 1 184 | 1 075 | 1 102 | 1 052 |

| 1856  | 1861  | 1866 | 1872 | 1876 | 1881 | 1886 | 1891 | 1896 |
| ----- | ----- | ---- | ---- | ---- | ---- | ---- | ---- | ---- |
| 1 005 | 1 005 | 937  | 900  | 898  | 849  | 868  | 886  | 888  |

| 1901 | 1906 | 1911 | 1921 | 1926 | 1931 | 1936 | 1946 | 1954 |
| ---- | ---- | ---- | ---- | ---- | ---- | ---- | ---- | ---- |
| 809  | 817  | 803  | 658  | 703  | 702  | 667  | 631  | 675  |

| 1962 | 1968 | 1975 | 1982 | 1990 | 1999 | 2005 | 2006 | 2010 |
| ---- | ---- | ---- | ---- | ---- | ---- | ---- | ---- | ---- |
| 705  | 758  | 766  | 763  | 780  | 861  | 941  | 947  | 983  |

| 2015 | 2020 | 2022 | - | - | - | - | - | - |
| ---- | ---- | ---- | - | - | - | - | - | - |
| 912  | 950  | 963  | - | - | - | - | - | - |

| selon la population municipale des années : | 1968 | 1975 | 1982 | 1990 | 1999 | 2006 | 2009 | 2013 |
| Rang de la commune dans le département      | 72   | 75   | 77   | 75   | 71   | 70   | 71   | 76   |
| Nombre de communes du département           | 326  | 324  | 324  | 324  | 324  | 323  | 323  | 323  |

### Enseignement
Labastide-de-Lévis fait partie de l'académie de Toulouse.

## Économie

### Revenus
En 2018, la commune compte 418 ménages fiscaux, regroupant 959 personnes. La médiane du revenu disponible par unité de consommation est de 22 160 € (20 400 € dans le département).

### Emploi
|                | 2008  | 2013  | 2018 |
| -------------- | ----- | ----- | ---- |
| Commune        | 6 %   | 6,4 % | 8 %  |
| Département    | 8,2 % | 9,9 % | 10 % |
| France entière | 8,3 % | 10 %  | 10 % |

En 2018, la population âgée de 15 à 64 ans s'élève à 546 personnes, parmi lesquelles on compte 76,1 % d'actifs (68,1 % ayant un emploi et 8 % de chômeurs) et 23,9 % d'inactifs,. Depuis 2008, le taux de chômage communal (au sens du recensement) des 15-64 ans est inférieur à celui de la France et du département.
La commune fait partie de la couronne de l'aire d'attraction d'Albi, du fait qu'au moins 15 % des actifs travaillent dans le pôle,. Elle compte 179 emplois en 2018, contre 196 en 2013 et 195 en 2008. Le nombre d'actifs ayant un emploi résidant dans la commune est de 375, soit un indicateur de concentration d'emploi de 47,5 % et un taux d'activité parmi les 15 ans ou plus de 55 %.
Sur ces 375 actifs de 15 ans ou plus ayant un emploi, 56 travaillent dans la commune, soit 15 % des habitants. Pour se rendre au travail, 89,1 % des habitants utilisent un véhicule personnel ou de fonction à quatre roues, 2,6 % les transports en commun, 3,9 % s'y rendent en deux-roues, à vélo ou à pied et 4,4 % n'ont pas besoin de transport (travail au domicile).

### Activités hors agriculture

#### Secteurs d'activités
69 établissements sont implantés  à Labastide-de-Lévis au 31 décembre 2019. Le tableau ci-dessous en détaille le nombre par secteur d'activité et compare les ratios avec ceux du département,.
| Secteur d'activité                                                                                        | Commune | Commune | Département |
| Secteur d'activité                                                                                        | Nombre  | %       | %           |
| --- | ------- | ------- | ----------- |
| Ensemble                                                                                                  | 69      | 100 %   | (100 %)     |
| Industrie manufacturière, industries extractives et autres                                                | 6       | 8,7 %   | (13 %)      |
| Construction                                                                                              | 13      | 18,8 %  | (12,5 %)    |
| Commerce de gros et de détail, transports, hébergement et restauration                                    | 16      | 23,2 %  | (26,7 %)    |
| Information et communication                                                                              | 3       | 4,3 %   | (2,1 %)     |
| Activités financières et d'assurance                                                                      | 3       | 4,3 %   | (3,3 %)     |
| Activités immobilières                                                                                    | 3       | 4,3 %   | (4,2 %)     |
| Activités spécialisées, scientifiques et techniques et activités de services administratifs et de soutien | 11      | 15,9 %  | (13,8 %)    |
| Administration publique, enseignement, santé humaine et action sociale                                    | 1       | 1,4 %   | (15,5 %)    |
| Autres activités de services                                                                              | 13      | 18,8 %  | (9 %)       |

Le secteur du commerce de gros et de détail, des transports, de l'hébergement et de la restauration est prépondérant sur la commune puisqu'il représente 23,2 % du nombre total d'établissements de la commune (16 sur les 69 entreprises implantées  à Labastide-de-Lévis), contre 26,7 % au niveau départemental.

#### Entreprises et commerces
Les cinq entreprises ayant leur siège social sur le territoire communal qui génèrent le plus de chiffre d'affaires en 2020 sont : 
- Etablissements Hermet, fabrication d'éléments en béton pour la construction (16 889 k€)
- Etablissements Malaterre - P Plus, autres travaux de finition (488 k€)
- TM Invest, activités des sociétés holding (168 k€)
- Lecalier, activités des parcs d'attractions et parcs à thèmes (3 k€)
- Marcel, activités des sociétés holding (0 k€)

### Agriculture
La commune est dans le Gaillacois, une petite région agricole au sous-sol argilo-graveleux et/ou calcaire dédiée à la viticulture depuis plus de 2000 ans, située dans le centre-ouest du département du Tarn. En 2020, l'orientation technico-économique de l'agriculture  sur la commune est la polyculture et/ou le polyélevage. 
|               | 1988  | 2000 | 2010 | 2020 |
| ------------- | ----- | ---- | ---- | ---- |
| Exploitations | 56    | 39   | 34   | 24   |
| SAU (ha)      | 1 071 | 856  | 872  | 773  |

Le nombre d'exploitations agricoles en activité et ayant leur siège dans la commune est passé de 56 lors du recensement agricole de 1988  à 39 en 2000 puis à 34 en 2010 et enfin à 24 en 2020, soit une baisse de 57 % en 32 ans. Le même mouvement est observé à l'échelle du département qui a perdu pendant cette période 58 % de ses exploitations,. La surface agricole utilisée sur la commune a également diminué, passant de 1071 ha en 1988 à 773 ha en 2020. Parallèlement la surface agricole utilisée moyenne par exploitation a augmenté, passant de 19 à 32 ha.

## Culture locale et patrimoine

### Lieux et monuments
- Le pigeonnier du Pradinas (ou des Vialles[44]) datant de 1779 et classé Monument historique en 1992[45],
- L'église Saint-Blaise de Labastide-de-Lévis, édifice gothique en pierre blanche et en moellon, bâti à la fin du XVe ou au début du XVIe siècle. Il se compose d'une nef à trois travées voûtées, avec autant de chapelles de chaque côté, et de deux chapelles latérales dans le sanctuaire. Les voûtes sont à arêtes ogivales. Le sanctuaire est à cinq pans et élevé de deux degrés au-dessus de la nef. L'édifice a été inscrit au titre des monuments historiques en 1950[46].

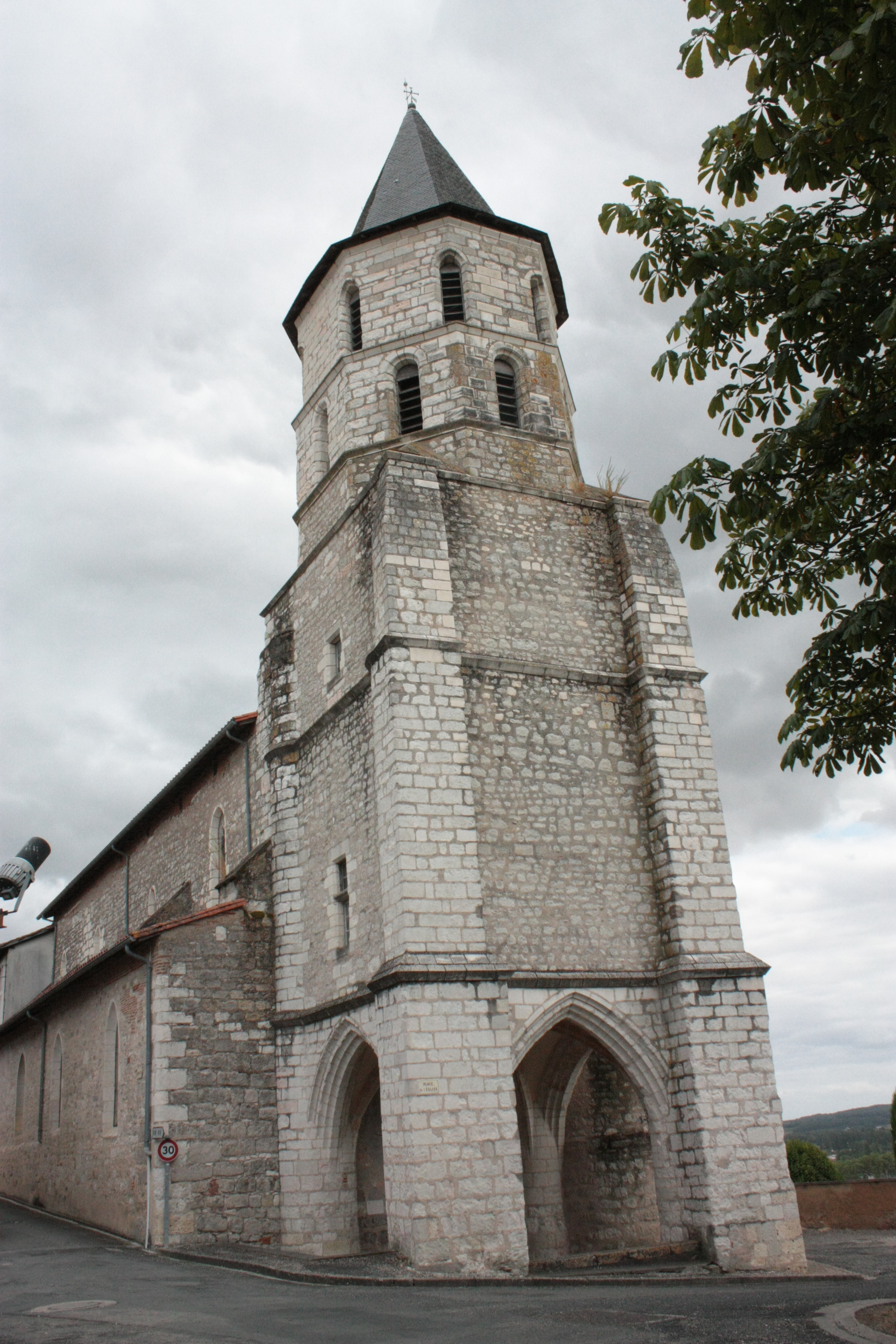
Vue extérieure.
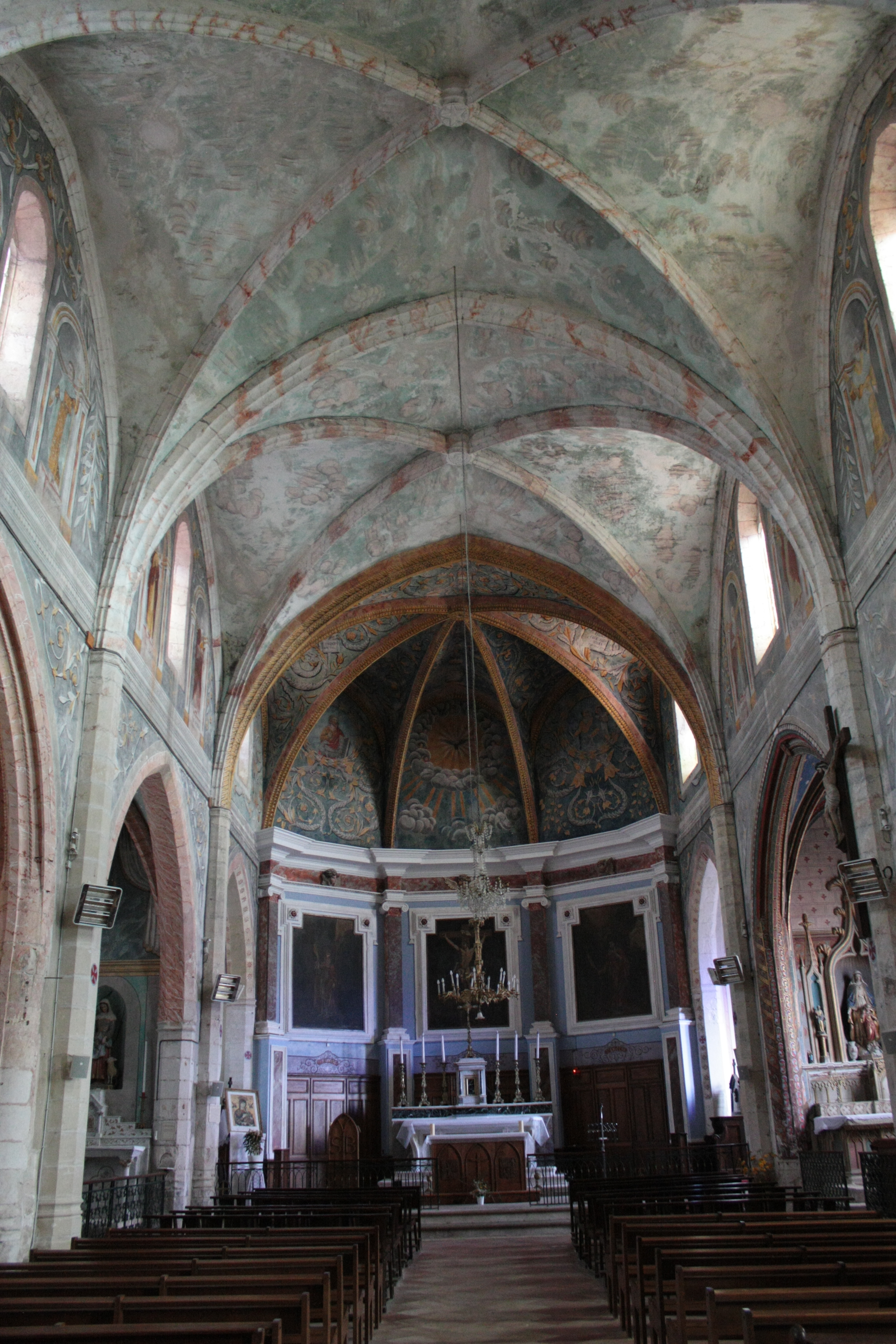
La nef.
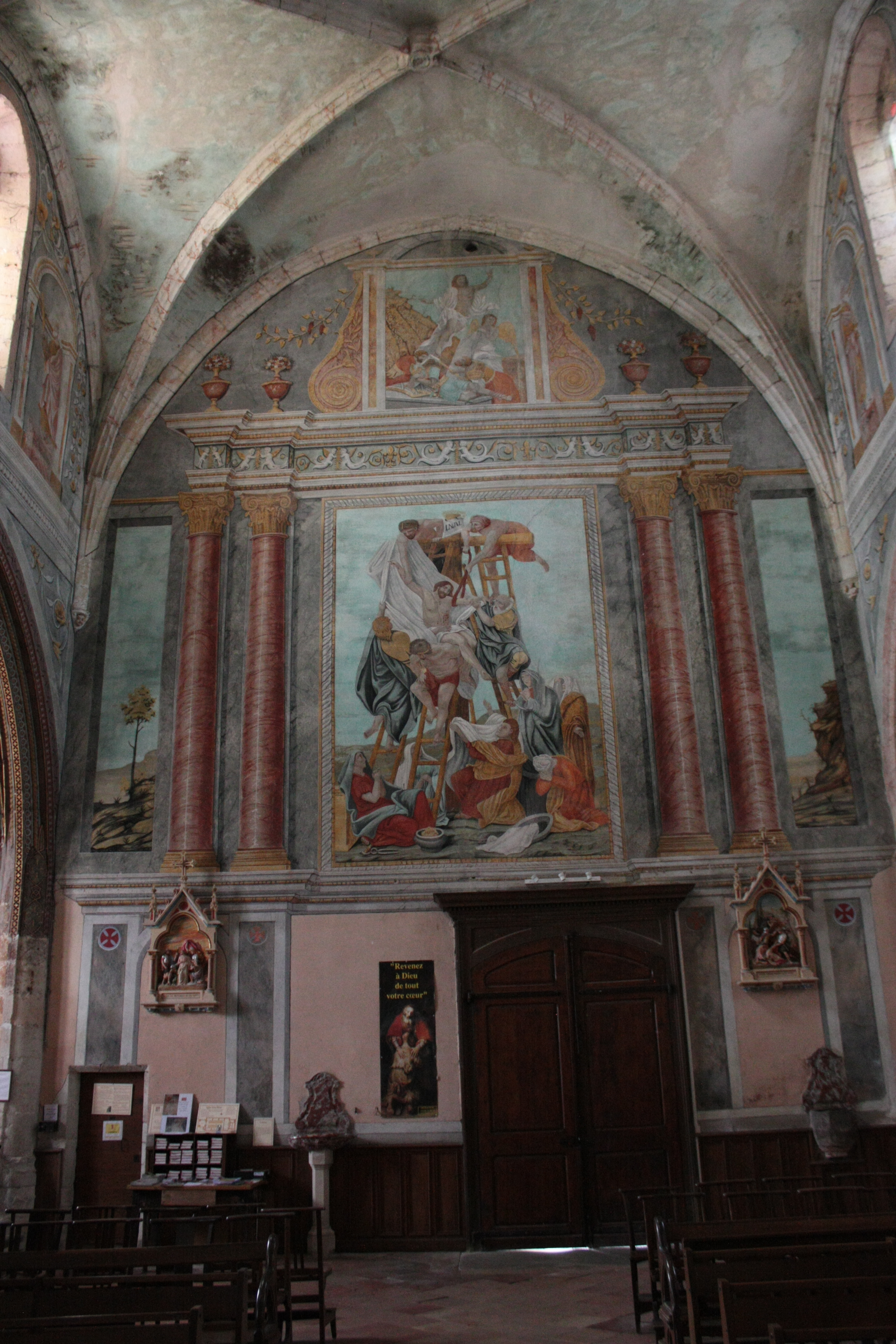
Fresque peinte de 1825.

### Personnalités liées à la commune
- Pierrick Cros, né en 1991, joueur de football professionnel, gardien de but.
- Doat Alaman, fondateur de la bastide.

## Pour approfondir